# Diocesi di Rajshahi

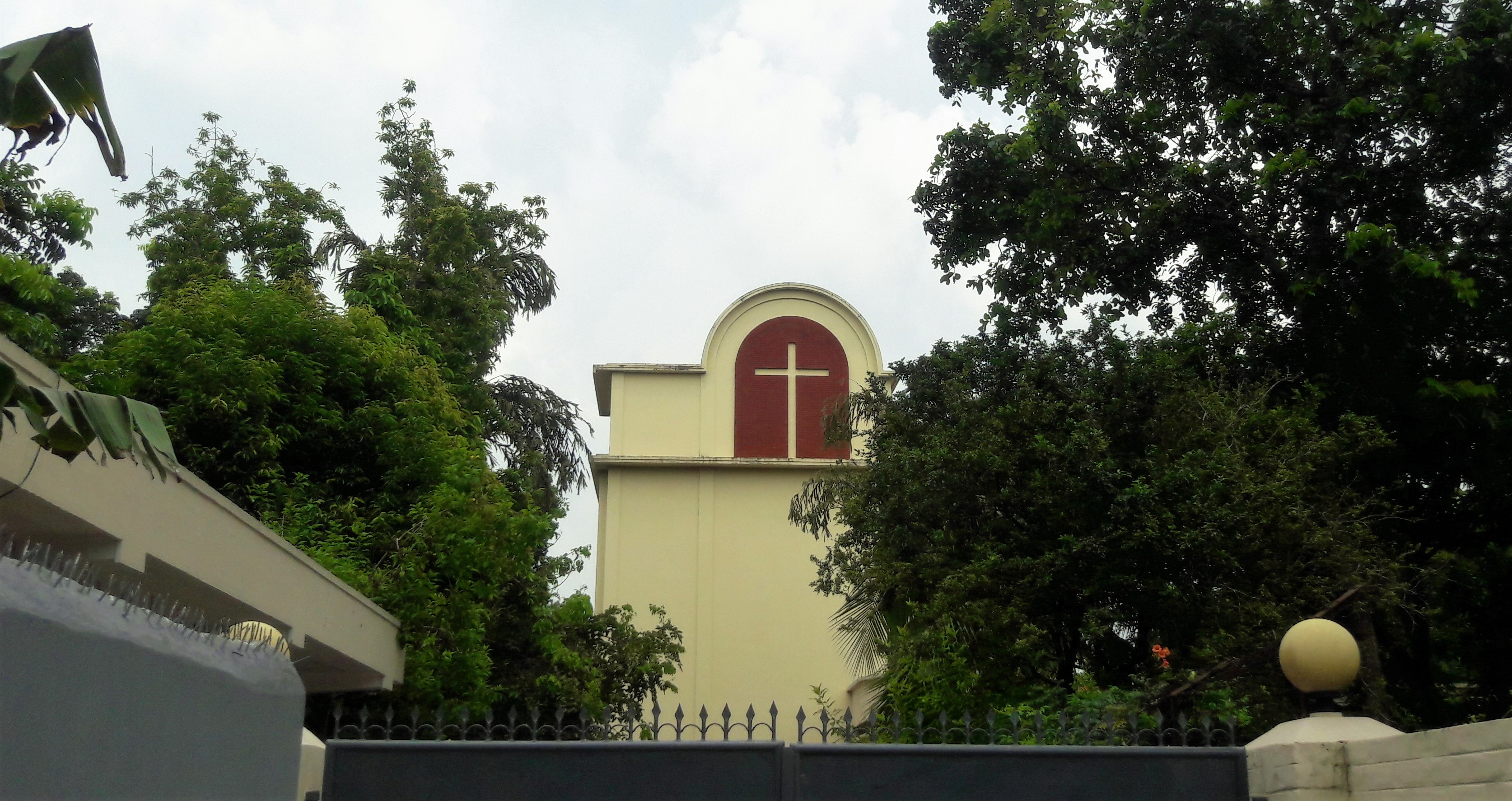
Il vescovado

La diocesi di Rajshahi (in latino Dioecesis Raishahiensis) è una sede della Chiesa cattolica in Bangladesh suffraganea dell'arcidiocesi di Dacca. Nel 2023 contava 72.794 battezzati su 20.353.119 abitanti. È retta dal vescovo Gervas Rozario.
Patrono della diocesi è Cristo Redentore.

## Territorio
La diocesi comprende l'intera divisione di Rajshahi nell'ovest del Bangladesh.
Sede vescovile è la città di Rajshahi, dove si trova la cattedrale del Buon Pastore.
Il territorio si estende su 18.063 km² ed è suddiviso in 26 parrocchie.

## Storia
La diocesi è stata eretta il 21 maggio 1990 con la bolla Quo aptius di papa Giovanni Paolo II, ricavandone il territorio dalla diocesi di Dinajpur.

## Cronotassi dei vescovi
Si omettono i periodi di sede vacante non superiori ai 2 anni o non storicamente accertati.
- Patrick D'Rozario, C.S.C. (21 maggio 1990 - 3 febbraio 1995 nominato vescovo di Chittagong)
- Paulinus Costa † (11 gennaio 1996 - 9 luglio 2005 nominato arcivescovo di Dacca)
- Gervas Rozario, dal 15 gennaio 2007

## Statistiche
La diocesi nel 2023 su una popolazione di 20.353.119 persone contava 72.794 battezzati, corrispondenti allo 0,4% del totale.
| anno | popolazione | popolazione | popolazione | presbiteri | presbiteri | presbiteri | presbiteri                | diaconi | religiosi | religiosi | parrocchie |
| anno | battezzati  | totale      | %           | numero     | secolari   | regolari   | battezzati per presbitero | diaconi | uomini    | donne     | parrocchie |
| ---- | ----------- | ----------- | ----------- | ---------- | ---------- | ---------- | ------------------------- | ------- | --------- | --------- | ---------- |
| 1990 | 23.000      | 12.250.000  | 0,2         | 20         | 10         | 10         | 1.150                     |         | 10        | 58        | 8          |
| 1999 | 35.010      | 14.216.879  | 0,2         | 29         | 20         | 9          | 1.207                     |         | 15        | 81        | 15         |
| 2000 | 36.065      | 14.217.934  | 0,3         | 31         | 21         | 10         | 1.163                     |         | 16        | 88        | 15         |
| 2001 | 37.912      | 14.473.020  | 0,3         | 29         | 20         | 9          | 1.307                     |         | 15        | 94        | 15         |
| 2002 | 39.056      | 14.220.948  | 0,3         | 33         | 24         | 9          | 1.183                     |         | 18        | 94        | 15         |
| 2003 | 40.699      | 14.222.660  | 0,3         | 30         | 22         | 8          | 1.356                     |         | 8         | 94        | 15         |
| 2004 | 45.526      | 14.578.226  | 0,3         | 32         | 24         | 8          | 1.422                     |         | 8         | 91        | 17         |
| 2014 | 60.887      | 18.329.000  | 0,3         | 46         | 36         | 10         | 1.323                     |         | 34        | 100       | 19         |
| 2017 | 64.952      | 19.072.080  | 0,3         | 46         | 35         | 11         | 1.412                     |         | 12        | 104       | 21         |
| 2020 | 68.015      | 20.024.630  | 0,3         | 56         | 40         | 16         | 1.214                     |         | 18        | 98        | 24         |
| 2022 | 71.288      | 20.447.000  | 0,3         | 60         | 44         | 16         | 1.188                     |         | 19        | 102       | 26         |
| 2023 | 72.794      | 20.353.119  | 0,4         | 59         | 45         | 14         | 1.233                     |         | 18        | 121       | 26         |